# Mixxx
Mixxx — бесплатное программное обеспечение с открытым исходным кодом для ди-джеев. Он кроссплатформенный и поддерживает наиболее распространённые форматы музыкальных файлов.
Программу можно контролировать с помощью контроллеров MIDI и HID и виниловых пластинок с временным кодом в дополнение к компьютерным клавиатурам и мышам.

## Обзор
Mixxx — это приложение для автоматизации диджеев и цифрового DJ исполнения включает в себя множество функций, общих для цифровых DJ-решений, а также некоторые уникальные: он изначально поддерживает усовершенствованные контроллеры MIDI и HID DJ, распространяется под лицензией GPL-2.0 или более поздней версии. и работает на всех основных настольных операционных системах . Проект был запущен в начале 2001 года для защиты докторской диссертации как одна из первых цифровых диджейских систем. Ежегодно происходит более 1000000 загрузок программы, и по состоянию на Mixxx 1.10.0 100 разработчиков и художников помогли создать Mixxx. Последние версии поддерживают гармоническое микширование и подбор тактов как вручную, так и автоматически.

### Поддержка формата
Mixxx может читать большинство популярных аудиоформатов, включая MP3, Vorbis, Opus, AIFF и FLAC. v1.8 представляет систему подключаемых модулей для возможности чтения других форматов, включая защищённые патентами, декодеры которых не могут юридически распространяться в двоичной форме с Mixxx, например Advanced Audio Coding (AAC). Любые такие плагины автоматически загружаются во время выполнения, если они есть. Mixxx также может воспроизводить файлы модулей при компиляции с флагом сборки modplug = 1 и может использовать плагины LV2 для эффектов.

### Аппаратное обеспечение
Любая звуковая карта, поддерживаемая операционной системой, может использоваться в Mixxx. Mixxx поддерживает различные программные API для использования звуковых карт в разных операционных системах, а именно ASIO, WASAPI и DirectSound в Windows; OSS, ALSA и JACK в Linux; и CoreAudio в Mac OS X, все через PortAudio .
Для внешнего аппаратного управления Mixxx может поддерживать любой MIDI- или HID- контроллер, если есть отображение, указывающее Mixxx, как интерпретировать сигналы контроллера. Mixxx включает сопоставления для многих DJ-контроллеров, и пользователи также могут создавать свои собственные сопоставления. Это единственное программное обеспечение для ди-джеев, способное использовать полнофункциональный язык программирования JavaScript для создания сопоставлений с расширенным взаимодействием с контроллером и обратной связью.
Поворотные столы и медиаплееры CDJ могут управлять Mixxx с помощью подсистемы управления временным кодом, которая построена на xwax. Как и xwax, Mixxx поддерживает винил с временным кодом от нескольких производителей.

## Приём
Одно из бесплатных приложений с открытым исходным кодом, доступных в Mac App Store, менее чем за 48 часов с Mixxx стало лучшим бесплатным приложением № 1 в США, Германии и Италии.
Mixxx был принят в качестве наставнической организации в Google Summer of Code 2007, 2008, 2010, 2011, 2012, 2013, 2014, 2016, 2017, 2018, 2020.